# 芒德尔
芒德尔（法語：Mandeure，法語發音：[mɑ̃dœʁ]）是法国杜省的一个市镇，属于蒙贝利亚尔区。

## 地理
芒德尔（47°27'4"N, 6°48'20"E）面积15.13 平方千米，位于法国勃艮第-弗朗什-孔泰大區杜省，该省份为法国东部内陆省份，北起上索恩省，西接汝拉省，东部及东南部与瑞士接壤，东北部与贝尔福地区省接壤。
与芒德尔接壤的市镇（或旧市镇、城区）包括：埃屈尔塞、瓦朗蒂涅。

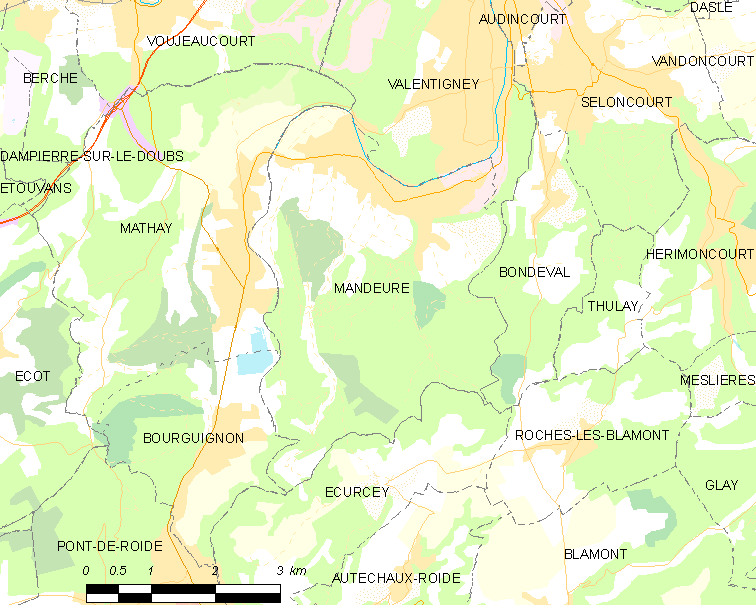
芒德尔的OSM定位图

芒德尔的时区为UTC+01:00、UTC+02:00（夏令时）。

## 行政
芒德尔的邮政编码为25350，INSEE市镇编码为25367。

## 政治
芒德尔所属的省级选区为瓦朗蒂涅县。

## 人口

1962-2008年间芒德尔人口变化图示

芒德尔于2022年1月1日时的人口数量为4672人。